# Diócesis de Vélez
La diócesis de Vélez (en latín: Dioecesis Velezana) es una circunscripción eclesiástica de la Iglesia católica en Colombia. Se trata de una diócesis latina, sufragánea de la arquidiócesis de Bucaramanga. Desde el 14 de abril de 2023 es sede vacante y su administrador diocesano es el presbítero José Ricardo Santos Rodríguez.

## Territorio y organización
La diócesis tiene 4957 km² y extiende su jurisdicción sobre los fieles católicos de rito latino residentes en 19 municipios del departamento de Santander: Aguada, Albania, Barbosa, Bolívar, Chipatá, Florián, El Peñón, Guavatá, Güepsa, Jesús María, Landázuri, La Belleza, La Paz, Puente Nacional, Sucre, San Benito, Santa Helena del Opón, Vélez y el distrito de Santa Rita del Opón del municipio de El Guacamayo.
La sede de la diócesis se encuentra en la ciudad de Vélez, en donde se halla la Catedral de Nuestra Señora de las Nieves.
En 2022 en la diócesis existían 33 parroquias agrupadas en 4 archipreturas.

## Historia
La diócesis fue erigida el 14 de mayo de 2003 mediante la bula Ad satius providendum del papa Juan Pablo II, obteniendo el territorio de la diócesis de Socorro y San Gil.

## Estadísticas
Según el Anuario Pontificio 2023 la diócesis tenía a fines de 2022 un total de 136 876 fieles bautizados.
| Año                                                                             | Población            | Población | Población      | Sacerdotes | Sacerdotes    | Sacerdotes    | Bautizados por sacerdote | Diáconos permanentes | Religiosos | Religiosos | Parroquias |
| Año                                                                             | Bautizados católicos | Total     | % de católicos | Total      | Clero secular | Clero regular | Bautizados por sacerdote | Diáconos permanentes | Varones    | Mujeres    | Parroquias |
| ------------------------------------------------------------------------------- | -------------------- | --------- | -------------- | ---------- | ------------- | ------------- | ------------------------ | -------------------- | ---------- | ---------- | ---------- |
| 2003                                                                            | 184 000              | 190 000   | 97.0           | 39         | 39            |               | 4384                     |                      |            | 51         | 28         |
| 2004                                                                            | 194 000              | 200 000   | 96.0           | 38         | 38            |               | 4736                     |                      |            | 39         | 28         |
| 2010                                                                            | 199 000              | 215 000   | 93.8           | 43         | 43            |               | 4488                     |                      |            | 28         | 32         |
| 2014                                                                            | 222 000              | 225 600   | 99.1           | 41         | 41            |               | 4902                     |                      |            | 30         | 33         |
| 2017                                                                            | 228 937              | 233 610   | 98.7           | 38         | 38            |               | 5455                     | 1                    |            | 26         | 33         |
| 2020                                                                            | 132 600              | 163 300   | 81.2           | 39         | 36            | 3             | 3400                     |                      | 3          | 18         | 33         |
| 2022                                                                            | 136 876              | 168 563   | 81.2           | 40         | 37            | 3             | 3421                     |                      | 3          | 15         | 33         |
| Fuente: Catholic-Hierarchy, que a su vez toma los datos del Anuario Pontificio. |                      |           |                |            |               |               |                          |                      |            |            |            |

## Episcopologio
- Luis Alberto Cortés Rendón † (14 de mayo de 2003-30 de noviembre de 2015 nombrado obispo auxiliar de Pereira[nota 1])
- Marco Antonio Merchán Ladino (26 de octubre de 2016-14 de abril de 2023 nombrado obispo de Neiva)